# Coppa del Generalissimo 1949 (hockey su pista)
La Coppa del Generalissimo 1949 è stata la 6ª edizione della principale coppa nazionale spagnola di hockey su pista. Il torneo ha avuto luogo dal 1º al 3 aprile 1949.
Il trofeo è stato vinto dall'Espanyol per la quarta volta nella sua storia superando nel girone finale il GEIEG Girona.

## Squadre qualificate
- Espanyol
- GEIEG Girona
- Reus Deportiu
- Reus Ploms

## Risultati
| Squadra       | Pt | G | V | N | P | GF | GS | DG |
| ------------- | -- | - | - | - | - | -- | -- | -- |
| Espanyol      | 5  | 3 | 2 | 1 | 0 | 15 | 6  | +9 |
| GEIEG Girona  | 3  | 3 | 1 | 1 | 1 | 7  | 12 | -5 |
| Reus Ploms    | 3  | 3 | 1 | 1 | 1 | 13 | 8  | +5 |
| Reus Deportiu | 1  | 3 | 0 | 1 | 2 | 7  | 16 | -9 |

| 1º aprile 1949 |     |               |
| Espanyol       | 6–3 | Reus Deportiu |
| GEIEG Girona   | 4–3 | Reus Ploms    |
| 2 aprile 1949  |     |               |
| Espanyol       | 3–3 | Reus Ploms    |
| GEIEG Girona   | 3–3 | Reus Deportiu |
| 3 aprile 1949  |     |               |
| Espanyol       | 6–0 | GEIEG Girona  |
| Reus Ploms     | 7–1 | Reus Deportiu |